# Spanje op de Olympische Spelen
Spanje is een van de landen die deelneemt aan de Olympische Spelen. Spanje debuteerde op de Zomerspelen van 1900. Zesendertig jaar later, in 1936, kwam het voor het eerst uit op de Winterspelen.
In 2024 nam Spanje voor de 25e keer deel aan de Zomerspelen, in 2022 voor de 21e keer aan de Winterspelen. Het is een van de 44 landen die zowel op de Winter- als de Zomerspelen een medaille haalde, 188 (53-76-59) in totaal.

## Medailles en deelnames
De tabel geeft een overzicht van de jaren waarin werd deelgenomen, het aantal gewonnen medailles en de eventuele plaats in het medailleklassement.
| Zomerspelen | Zomerspelen | Zomerspelen | Zomerspelen | Zomerspelen | Zomerspelen |        | Winterspelen | Winterspelen | Winterspelen | Winterspelen | Winterspelen | Winterspelen |
| Jaar        | Goud        | Zilver      | Brons       | Totaal      | Rang        | Jaar   | Goud         | Zilver       | Brons        | Totaal       | Rang         |              |
| 1900        | 1           | 0           | 0           | 1           | 15          |        |              |              |              |              |              |              |
| 1904        | -           | -           | -           | -           | -           |        |              |              |              |              |              |              |
| 1908        | -           | -           | -           | -           | -           |        |              |              |              |              |              |              |
| 1912        | -           | -           | -           | -           | -           |        |              |              |              |              |              |              |
| 1920        | 0           | 2           | 0           | 2           | 17          |        |              |              |              |              |              |              |
| 1924        | 0           | 0           | 0           | 0           | -           | 1924   | -            | -            | -            | -            | -            |              |
| 1928        | 1           | 0           | 0           | 1           | 24          | 1928   | -            | -            | -            | -            | -            |              |
| 1932        | 0           | 0           | 1           | 1           | 26          | 1932   | -            | -            | -            | -            | -            |              |
| 1936        | -           | -           | -           | -           | -           | 1936   | 0            | 0            | 0            | 0            | -            |              |
| 1948        | 0           | 1           | 0           | 1           | 28          | 1948   | 0            | 0            | 0            | 0            | -            |              |
| 1952        | 0           | 1           | 0           | 1           | 34          | 1952   | 0            | 0            | 0            | 0            | -            |              |
| 1956        | 0           | 0           | 0           | 0           | -           | 1956   | 0            | 0            | 0            | 0            | -            |              |
| 1960        | 0           | 0           | 1           | 1           | 41          | 1960   | 0            | 0            | 0            | 0            | -            |              |
| 1964        | 0           | 0           | 0           | 0           | -           | 1964   | 0            | 0            | 0            | 0            | -            |              |
| 1968        | 0           | 0           | 0           | 0           | -           | 1968   | 0            | 0            | 0            | 0            | -            |              |
| 1972        | 0           | 0           | 1           | 1           | 43          | 1972   | 1            | 0            | 0            | 1            | 13           |              |
| 1976        | 0           | 2           | 0           | 2           | 30          | 1976   | 0            | 0            | 0            | 0            | -            |              |
| 1980        | 1           | 3           | 2           | 6           | 20          | 1980   | 0            | 0            | 0            | 0            | -            |              |
| 1984        | 1           | 2           | 2           | 5           | 20          | 1984   | 0            | 0            | 0            | 0            | -            |              |
| 1988        | 1           | 1           | 2           | 4           | 25          | 1988   | 0            | 0            | 0            | 0            | -            |              |
| 1992        | 13          | 7           | 2           | 22          | 6           | 1992   | 0            | 0            | 1            | 1            | 19           |              |
| 1996        | 5           | 6           | 6           | 17          | 13          | 1994   | 0            | 0            | 0            | 0            | -            |              |
| 2000        | 3           | 3           | 5           | 11          | 25          | 1998   | 0            | 0            | 0            | 0            | -            |              |
| 2004        | 3           | 11          | 6           | 20          | 20          | 2002   | 0            | 0            | 0            | 0            | -            |              |
| 2008        | 5           | 10          | 3           | 18          | 15          | 2006   | 0            | 0            | 0            | 0            | -            |              |
| 2012        | 3           | 10          | 4           | 17          | 21          | 2010   | 0            | 0            | 0            | 0            | -            |              |
| 2016        | 7           | 4           | 6           | 17          | 14          | 2014   | 0            | 0            | 0            | 0            | -            |              |
| 2020        | 3           | 8           | 6           | 17          | 22          | 2018   | 0            | 0            | 2            | 2            | 26           |              |
| 2024        | 5           | 4           | 9           | 18          | 18          | 2022   | 0            | 1            | 0            | 1            | 25           |              |
| Totaal      | 52          | 75          | 56          | 183         |             | Totaal | 1            | 1            | 3            | 5            |              |              |
| Tot. Z+W    | 53          | 76          | 59          | 188         |             |        |              |              |              |              |              |              |

Afghanistan · Albanië · Algerije · Amerikaans-Samoa · Amerikaanse Maagdeneilanden · Andorra · Angola · Antigua en Barbuda · Argentinië · Armenië · Aruba · Australië · Azerbeidzjan · Bahama's · Bahrein · Bangladesh · Barbados · België · Belize · Benin · Bermuda · Bhutan · Bolivia · Bosnië en Herzegovina · Botswana · Brazilië · Britse Maagdeneilanden · Brunei · Bulgarije · Burkina Faso · Burundi · Cambodja · Canada · Centraal-Afrikaanse Republiek · Chili · China · Chinees Taipei · Colombia · Comoren · Congo-Brazzaville · Congo-Kinshasa · Cookeilanden · Costa Rica · Cuba · Cyprus · Denemarken · Djibouti · Dominica · Dominicaanse Republiek · Duitsland · Ecuador · Egypte · El Salvador · Equatoriaal-Guinea · Eritrea · Estland · Ethiopië · Fiji · Filipijnen · Finland · Frankrijk · Gabon · Gambia · Georgië · Ghana · Grenada · Griekenland · Groot-Brittannië · Guam · Guatemala · Guinee · Guinee-Bissau · Guyana · Haïti · Honduras · Hongarije · Hongkong · Ierland · IJsland · India · Indonesië · Irak · Iran · Israël · Italië · Ivoorkust · Jamaica · Japan · Jemen · Jordanië · Kaaimaneilanden · Kaapverdië · Kameroen · Kazachstan · Kenia · Kirgizië · Kiribati · Koeweit · Kosovo · Kroatië · Laos · Lesotho · Letland · Libanon · Liberia · Libië · Liechtenstein · Litouwen · Luxemburg · Madagaskar · Malawi · Malediven · Maleisië · Mali · Malta · Marokko · Marshalleilanden · Mauritanië · Mauritius · Mexico · Micronesië · Moldavië · Monaco · Mongolië · Montenegro · Mozambique · Myanmar · Namibië · Nauru · Nederland · Nepal · Nicaragua · Nieuw-Zeeland · Niger · Nigeria · Noord-Korea · Noord-Macedonië · Noorwegen · Oeganda · Oekraïne · Oezbekistan · Oman · Oost-Timor · Oostenrijk · Pakistan · Palau · Palestina · Panama · Papoea-Nieuw-Guinea · Paraguay · Peru · Polen · Portugal · Puerto Rico · Qatar · Roemenië · Rusland · Rwanda · Saint Kitts en Nevis · Saint Lucia · Saint Vincent en de Grenadines · Salomonseilanden · Samoa · San Marino · Saoedi-Arabië · Sao Tomé en Principe · Senegal · Servië · Seychellen · Sierra Leone · Singapore · Slovenië · Slowakije · Somalië · Spanje · Sri Lanka · Soedan · Suriname · Swaziland · Syrië · Tadzjikistan · Tanzania · Thailand · Togo · Tonga · Trinidad en Tobago · Tsjaad · Tsjechië · Tunesië · Turkije · Turkmenistan · Tuvalu · Uruguay · Vanuatu · Venezuela · Verenigde Arabische Emiraten · Verenigde Staten · Vietnam · Wit-Rusland · Zambia · Zimbabwe · Zuid-Afrika · Zuid-Korea · Zuid-Soedan · Zweden · Zwitserland
Historische landen: Bohemen · Bondsrepubliek Duitsland · Brits-Indië · Duitse Democratische Republiek · Joegoslavië · Malaya · Nederlandse Antillen · Noord-Borneo · Noord-Jemen · Saarland · Servië en Montenegro · Sovjet-Unie · Tsjecho-Slowakije · West-Indische Federatie · Zuid-Jemen
Bijzondere deelnames: Onafhankelijke olympische atleten · Vluchtelingenteam 
 Australazië · Duits Eenheidsteam · Gemengd team · Gezamenlijk Team